# Calycé fille d'Éole
Pour les articles homonymes, voir Calycé.
Dans la mythologie grecque, Calycé (en grec ancien Καλύκη / Kalýkê) est la fille d'Éole (fils d'Hellen et héros éponyme des Éoliens) et d'Énarété,. 
Elle a un fils, Éthlios, qu'elle a conçu avec Zeus. Selon une autre tradition, Éthlios est son frère, et elle conçoit alors Endymion (fils d'Éthlios dans la première tradition) avec Zeus.
Le nom de Calycé a été donné le 22 octobre 2002 à une lune, satellite naturel de la planète Jupiter, découverte en 2000.